# Panīrān
Panīrān (persiska: پنيران) är en ort i Iran.   Den ligger i provinsen Kurdistan, i den nordvästra delen av landet, 400 km väster om huvudstaden Teheran. Panīrān ligger 1 609 meter över havet och antalet invånare är 791.
Terrängen runt Panīrān är huvudsakligen kuperad. Panīrān ligger nere i en dal. Runt Panīrān är det ganska tätbefolkat, med 124 invånare per kvadratkilometer. Närmaste större samhälle är Mūchesh, 4,4 km nordost om Panīrān. Trakten runt Panīrān består i huvudsak av gräsmarker.